# Dorcadion serouensis
Dorcadion serouensis är en skalbaggsart som beskrevs av Kadlec 2006. Dorcadion serouensis ingår i släktet Dorcadion och familjen långhorningar.
Artens utbredningsområde är Iran. Inga underarter finns listade i Catalogue of Life.